# 1986-os Giro d’Italia
Az 1986-os Giro d’Italia volt a 69. olasz kerékpáros körverseny. Május 12-én kezdődött és június 2-án ért véget. Végső győztes az olasz Roberto Visentini lett.

## Végeredmény
|    | Versenyző                    | Idő            |
| -- | ---------------------------- | -------------- |
| 1  | Roberto Visentini            | 102 óra 33' 55 |
| 2  | Giuseppe Saronni             | + 1' 02        |
| 3  | Francesco Moser              | + 2' 14        |
| 4  | Greg LeMond                  | + 2' 26        |
| 5  | Claudio Corti                | + 4' 49        |
| 6  | Franco Chioccioli            | + 6' 58        |
| 7  | Acacio da Silva Mora         | + 7' 12        |
| 8  | Marco Giovannetti            | + 8' 03        |
| 9  | Niki Ruttimann               | + 9' 15        |
| 10 | Pedro Muñoz Machín Rodríguez | + 11' 52       |